# Megachile doanei
Megachile doanei är en biart som beskrevs av Cockerell 1908. Megachile doanei ingår i släktet tapetserarbin, och familjen buksamlarbin. Inga underarter finns listade i Catalogue of Life.